# Dokudowo (gmina)
Dokudowo – dawna gmina wiejska istniejąca do 1939 roku w województwie nowogródzkim w Polsce (obecnie na Białorusi). Siedzibą gminy było miasteczko Dokudowo (502 mieszk. w 1921 roku).
W okresie międzywojennym gmina Dokudowo należała do powiatu lidzkiego w woj. nowogródzkim. 11 kwietnia 1929 roku do gminy Dokudowo przyłączono część obszaru zniesionej gminy Honczary i (nie zniesionej) gminy Lida.
Po wojnie obszar gminy Dokudowo został odłączony od Polski i włączony do Białoruskiej SRR.